# 一次救命処置
一次救命処置（いちじきゅうめいしょち、BLS:Basic Life Support）とは、呼吸が止まり、心臓も動いていないと見られる人の救命へのチャンスを維持するため、特殊な器具や医薬品を用いずに行う救命処置であり、胸骨圧迫と人工呼吸からなる心肺蘇生法(CPR)、そしてAEDの使用を主な内容とする。以下は基本的にJRC（日本語版）ガイドライン2010 第1章 一次救命処置(BLS)に基づき、必要に応じて他の章、他のガイドラインも参照した。ガイドライン2010成人向BLSの主要なポイントは迅速な胸骨圧迫の開始と、その中断を最小限にすることである。一方、小児用BLSや溺水で、特に熟練救助者の場合はガイドライン2005との差はさほどない。
BLSは多くの場合、救命処置で真っ先に行われ、二次救命処置（ALS）はより高度なケアが必要な場合に機能する。どちらも緊急時の救命技術であるが、ケアのレベル、必要なトレーニング、使用する機器、治療設定などに違いがある。たとえば、BLSは、心肺蘇生法や人工呼吸法、自動体外式除細動器などの基本的な技術を通じて、生命機能を安定させ、サポートするために、現場で即時のケアを提供することに焦点を当てている。一方、ALSは、高度な気道確保、静脈路確保、投薬、高度な心臓救命処置など、より高いレベルのケアを必要とする。

## BLSの意義
突然倒れた人や、あるいは倒れている人が居たら、まず心停止を疑う。 脳自体には酸素を蓄える能力がなく、心臓が止まってから短時間で低酸素による不可逆的な状態に陥る。 BLSはそれへの対処であり、脳への酸素供給維持を目的とする。
人間の脳は、2分以内に心肺蘇生が開始された場合の救命率は90%程度であるが、4分では50%、5分では25%程度に救命率が落ちる（カーラーの救命曲線参照）。
病院外での心停止の過半数、約6割はいわゆる心臓マヒなどの心原性心肺停止である。助かる確率が高いのもこの心臓マヒで、対処さえ早ければ多くは現場で心拍を再開する。
より詳しく見ると、(1)まだ死戦期呼吸がある、(2)心室細動／無脈性心室頻拍がある段階なら助かる確率は高い。
心室細動は代表的には中年・老人などに起こる心臓マヒだが、心臓震盪（しんぞうしんとう）という心室細動もある。野球やサッカーなどのスポーツを行っている最中にボールが胸に当たって起こるものであり、18歳以下の子供に多い。
このうち(1)死戦期呼吸は心停止の40%にみられ、心室細動(VF)に多い。持続時間は中央値4分、20%ぐらいは7分。9分以上でも7.4%に見られる。これがあるうちは救命できる可能性が高い。しかし、この死戦期呼吸は「呼吸あり」とみなされがちで、そうなると救命のチャンスを逃す。またCPRの最中に無呼吸から死戦期呼吸に変わることがある。これも蘇生したと安心してCPRを止めるとやはり救命のチャンスを逃す。(2)の心室細動／無脈性心室頻拍はAEDが動作する条件である。AEDは正常な心拍がある場合には通電しないが、心臓が完全に停止している場合も通電しない。この心室細動はCPRによってしばらく維持されるが、それが行われないと完全に止まってしまう。
以上から、心原性心肺停止であり、かつ目の前で倒れた場合には、救急隊到着までの数分の間に「現場に居合わせた人」（これを「バイスタンダー」「市民救助者」と呼ぶ）によるBLSが行われるかどうかが救命率を大きく左右する。
一方で心原性心肺停止でも心停止してから10分以上経過して発見された場合、および窒息により心停止（窒息から数えれば既に数分経過）に至った場合の蘇生は楽観できない。原因を問わず、病院への搬送開始前までに一度も脈拍の再開がなく、搬送中にCPRを必要とする患者は、生存率も、後遺症なく社会復帰できる確率も少ない。CoSTRガイドラインによれば「電気ショックの適応のない心電図リズム、かつ救急隊員の非目撃心停止で自己心拍再開のない場合」の生存率は0.5%しかない。
これらのこともあり、例えばアメリカ心臓協会(AHA)のガイドラインは「心肺蘇生と救急心血管治療のためのガイドライン」であるなど、BLSは心原性心肺停止にまず焦点を合わせている。
駆けつけた救急車の救急救命士や病院内でも、BLSがまず行われる。
BLSのみでは心拍が再開しない場合に、救急車内や病院などで救急救命士や医師が、気管挿入や高濃度酸素など医療機器や薬剤も用いて行う救命処置を二次救命処置(Advanced Life Support; ALS)と呼ぶ。
またBLSの範囲でも救急車内や病院などで行うものと市民救助者が行うものは異なる。訓練を受けていない市民救助者と訓練をうけている市民救助者でも内容が一部ことなる。
また、成人の場合と小児・乳児の場合でも一部異なる部分があるし、成人でも溺水の場合は通常の手順とは異なる。
訓練を受けていない市民救助者が行うBLSは胸骨圧迫だけのCPR（ハンズオンリーCPR）が推奨され、心肺蘇生法でまとめているので、これまでCPRの訓練を受けたことのない人はまずそちらを参照されたい。ここでは訓練をうけた救助者が行うべきBLSを中心に述べる。

## 処置の方法（成人のBLSを例に）

### 状況の確認
周囲の状況を確認する。
- 第一に周囲の安全を確認する。これは二次災害を防ぐためであり救助者の安全が最優先である。
- 第二に窒息があり得るかを見てとる。溺水、あるいは子供か。この範囲は即座に見てとれるし119番通報までの間でよい。BLSのガイドラインは成人の病院外での心原性心停止にメインフォーカスしているが、119番の通報の受け手は聞き取った状況から窒息があり得ると判断した場合には指示の一部が変わることがある。

### 反応の確認
傷病者の両肩を軽く叩きながら「大丈夫ですか？」などと大きな声で呼びかける。
目を開けたり、何らかの応答や目的ある仕草がなければ「反応なし」
心停止直後は引きつけるような動き（痙攣）が起こることもあるが、この場合は反応なしと判断する。

### 応援を呼ぶ
呼びかけに反応がなければ大声で叫んで助けを呼び、周囲の人に119番通報とAEDの手配を頼む。
- 一人で何もかも処置しようとしてはならない。極力周囲の者を巻き込んで複数で対処する。小さなことでも何かを手伝ってもらうことが望ましい。例えば一人目が119番通報し、二人目がAEDを取りにいき、三人目が即座に胸骨圧迫を開始し、四人目が人工呼吸・吹き込み用の感染防護具マスクやゴム手袋を取りに行くなどである。薬局やホームセンターが近くにあれば、ゴム手袋・ビニール手袋を買ってきてもらうなども。ひとりでは必ず限界が来るし、精神的にも辛い状況になる。
- 完全に意識不明者と二人きり、応援が全く望めないという時には自分で119番通報する。携帯電話を持っていないときには、倒れている人を横向き（回復体位）にして、固定電話や公衆電話のある場所を探す。
- 訓練を受けていない市民救助者の場合、その場で携帯電話から119番通報をすれば、何を確認してどうすればよいかの助言が得られる。その助言の中にAEDの手配、および胸部圧迫のみのCPR（ハンズオンリーCPR）のやり方が含まれる。
- 鉄道駅、学校、ホテルその他大きなビルには、AEDが備え付けられている。確実にある場所、例えば駅がすぐ近くという場合以外は、複数の人に近くの大きな別々のビルに駆け込んでもらうのもよい。

### 呼吸の確認
呼吸確認は以前の「見て・聞いて・感じて」ではなく目視だけで迅速に行う。ガイドライン2010からこのように改訂されている。
- 不自然な呼吸は死戦期呼吸（＝心停止）の可能性が高い。これを見逃さない。死戦期呼吸があるうちにCPRを開始すれば救命率は高い。
- 普段通りの呼吸があれば横向き（回復体位）にして救急車を待つ。
- 10秒以内に普段通りの呼吸が確認できなければ呼吸ナシとしてあつかい、胸骨圧迫を開始する。早く見切ってもよい。10秒はそれ以上かけてはいけないという上限である。

### 胸骨圧迫(心臓マッサージ【CPR】)
胸の真ん中に手の付け根を置き、肘を真っ直ぐ伸ばし上半身の動きで、5〜6cm程度沈むように、100〜120回/分の速さで圧迫を繰り返す。
- 旧ガイドライン(2005)では4～5cm程度、100回/分であったが、最新版のガイドライン2015から上記のように改訂されている。衣服の上からでもよい。小児、乳児の場合の圧迫は胸の厚みの1/3とする。
- 毎回の圧迫解除時には胸が元の位置に戻るよう、完全に力（体重）を抜く。
- 救助者が複数いる場合には「胸の真ん中か、5〜6cm沈んでいるか、回数は100〜120回/分を満たしているか」を見ていてもらうとよい。例えば時計を見ながら秒単位で12345と数えてもらう。5秒の内に8回以上圧迫ができていれば約100回／分以上、秒単位に2回であれば120回／分である。そうした形ででも参加してもらえれば孤立感はなくなり[4][5]、疲れた段階で交代してもらえる可能性も増える。
- 訓練をうけていない救助者は気道確保・人工呼吸を行わずAED到着まで胸骨圧迫を続ける。
- 十分な訓練をうけている救助者は胸骨圧迫30回のあと人工呼吸を2回行う。
- 旧ガイドラインでは圧迫の位置は乳頭と乳頭を結んだ線上とも書かれているが、誤差が大きく信頼性に欠ける。正確には胸骨の下半分であるが「胸の真ん中」との指示は衣服の上からでも直感的にすぐ判断がつき、誤差も少ない。
- 骨折よりも蘇生が優先されるため肋骨が折れても構わない。調査によれば市民救助者のCPRで肋骨が折れることは意外に少なく2%程度であり、それによる内臓の損傷は調査の範囲ではゼロである。
- 周囲に人がいる場合には1〜2分で交代してもらう。または交代を申し出る。胸骨圧迫だけ2分～3分でも相当に疲れる。1分間だけの交代でも相当に助かる。一人で続けていると極度に疲労し圧迫が弱くなってくる。質の高い胸骨圧迫の継続には共助が必要不可欠である。冒頭の「極力周囲の者を巻き込んで複数で対処」はここで大きな力になる。なお交代は迅速に行い、胸骨圧迫の中断を最小にする。
- 2005年から2006年の複数の研究によって、AED実施直前の胸骨圧迫の中断が10秒以上、胸骨圧迫の速さが80回/分未満、胸骨圧迫による胸部の沈みが成人の場合4cm以下となると、除細動成功率が低くなることが明らかにされている[6]。2005ガイドライン以前の推奨値ではギリギリであり、より安全幅を大きくとったのが、2015ガイドラインの推奨値である。とはいえ、80回/分、4cmを下回ったとしても、やらないよりもずっと良いのである。

### 気道確保と人工呼吸
訓練を受けていない市民救助者は、救急隊が来るまで胸骨圧迫のみのCPR を行うべきである。訓練を受けた市民救助者であっても、気道を確保し人工呼吸をする意思または十分な技術をもたない場合には、胸骨圧迫のみのCPR（ハンズオンリーCPR）を実施する。
- ただし、溺水（後述）や気道閉塞など、窒息が原因と思われる場合、あるいは小児の心停止では人工呼吸を組み合わせたCPR を実施することが望ましい。小児の心停止（後述）は窒息が原因であることが多い。
- 胸骨圧迫のみのCPR（ハンズオンリーCPR）が有効であるのは心原性の心臓停止で、倒れてから10分程度である。ただし成人、特に中年の場合は心原性の心臓停止が多く、通常なら10分以内に救急隊が到着する。[7]

#### 気道確保
訓練をうけた救助者が人工呼吸を行う場合は、最初の人工呼吸の前に気道確保を行う。
- 仰向けに寝かせた状態で片方の手で額を押さえ、もう片方の人差し指と中指で顎を上に持ち上げる頭部後屈顎先挙上法を用いる。
- 口の中に異物があればできる範囲で除去する。

#### 人工呼吸
額に当てている手の親指と人差し指とで鼻をつまみ空気が漏れないようにしてから胸部がかるく膨らむことを確認しながら約1秒かけて息を吹き込む。これを2回繰り返し、すぐに胸骨圧迫を再開する。
- 人工呼吸用の感染防護具があればそれを使用する。医療機関や救急隊はバッグバルブマスク(BVM)を用いるが、もう少し簡略化したポケットマスクもある。 AEDの中にはたいていは透明ビニールシートでできたフェイスシールドが入っている。ただしこれは直接口を付けることへの心理的抵抗を減らす目的のものであって、吐瀉物などをブロックする効果はないか、または十分ではない。
- 病院外における感染の危険性はきわめて低いので、感染防護具やフェイスシールドなしで人工呼吸を実施してもよいが、抵抗があればやらなくてもよい。
- すべての年齢において、吹き込みの目安は傷病者の胸の上がりを確認できる程度とする。
- すべての年齢において、胸骨圧迫と人工呼吸の比は30：2である。ただし熟練救助者が2人以上で小児・乳児に対してCPR を行う場合は15：2 とする。

### AEDによる除細動
AEDが手に入った場合は即座に使用する。
- 2010ガイドラインから一歳未満の乳児にもAEDが使えることになった。
- AED には蓋を開けると自動的に電源が入るタイプと救助者が電源ボタンを押す必要のあるタイプとがある。後者では電源ボタンを最初に押す。
- ほとんどの製品で100回/分のポンポンポンというようなリズム音が流れるのでそれに合わせて胸骨圧迫を行えば良い。
- 以降はAEDの音声ガイダンスに従えばよいが、ポイントは以下の通りである。
- 電極パッドを胸部に貼りつける。パッドに貼付位置が図示してあるのでそれに倣って貼ればよい。ただし迅速に行い、胸骨圧迫の中断は最小にする。例えば一人が胸骨圧迫を続けながらもう一人がパッドを取り出し、貼付位置を確認するなどである。
- このとき、衣類がはだけにくければAED装置に入っているハサミで切る。地面が濡れているなどはかまわないが、胸が濡れていたらAED装置に入っているタオルで拭き取る。これらは胸骨圧迫の中断が最小となるように迅速に行う。
- 成人と未就学の小児用の切換スイッチがある場合、またはパッドで区別しているものもあり間違えない。成人に小児用の設定で行っても効果は薄い。逆に小児用の切換スイッチやパッドがない場合は成人用の設定で行ってもよい。
- ペースメーカーを植込まれている人はペースメーカー本体の膨らみ部分があるので、それを避けてパッドを貼る。ただしそれに慎重になることでAEDの使用を遅らせ、胸骨圧迫の中断を長引かせてはならない。
- AEDが心拍を自動的に解析し、除細動が必要であれば音声で指示があるので、倒れている人に触れている人がいないことを確認した後に通電ボタンを押す。
- 通電除細動を行なった直後、または除細動の指示がない場合は引き続き胸骨圧迫を行う。脈の確認などは行わない。
- 救急隊・医療チームなどが到着し、上位の除細動器の準備ができるまではパッドをはがさない。
- 以後の蘇生もAEDの音声指示に従い行う。ただし、2010年以前に製造されたAEDの音声ガイダンスは旧ガイドラインに沿っており、上記のCPR手順とは異なり胸骨圧迫30回毎に人工呼吸を2回のベースでガイダンスされるが、胸骨圧迫のみを選択したのであれば人工呼吸ガイダンスを無視して胸骨圧迫のみを行う。

### BLSの継続
正常な呼吸や目的のある仕草などで明らかに心拍再開と判断できる反応がない限り、CPRを中断してはならない。
- とはいえ、市民救助者に期待されているのは救急車が到着するまでの長くとも10分間である。CPRを一人で行わざるを得ない場合、10分間でも体力的限界を超えることがある。市民救助者が体力的限界となった場合の中止・中断は許容される[8]。
- 心拍再開と判断できる反応はあるが呼吸がない、または不十分な場合は、人工呼吸を1分間に約10回の割合で行いながら二次救命処置を行うチーム（病院外であれば救急車）が到着するのを待つ。
- 循環も呼吸も十分に回復した場合は、気道を確保した状態で応援の到着を待つ。
- 意識が戻り動けるようになっても、容体が変化する場合があるので、パッドは剥がさずにAEDの電源も入れたままにしておく。

## 窒息のBLS
成人（および1歳以上の小児）の気道異物による窒息では、応援と救急通報依頼を行った後にまず腹部突き上げ（ハイムリック法）を試みる。それで解消しなければ背部叩打法、胸部突き上げ法を用いて、異物除去を試みる。閉塞が解除されるまですばやく反復実施する。（1歳未満の乳児は「小児のBLS(PBLS)」を参照）
ハイムリック法は、患者の後ろに回り、一方の手で「へそ」の位置を確認。もう一方の手で握りこぶしを作って、親指側を「へそ」の上方、みぞおちより十分下に当てる。「へそ」を確認した手でその握りこぶしを握り、手前上方に向かって圧迫するように突き上げる。
ハイムリック法は内臓を傷める可能性もあるため、その場で窒息を解除できても、すみやかに医師の診察を受けさせる。救急車が到着した場合は救急隊員にその旨を伝える。
意識がない場合は、口腔内に視認できる固形物は指でつまみ出してもよい。気道異物による窒息により反応がなくなった場合には、ただちにCPRを開始する。市民救助者は成人BLSに従い、胸骨圧迫からCPRを開始してもよいが、熟練救助者は人工呼吸から開始する。

## 小児のBLS(PBLS)
小児の範囲は広くは出生後から中学生までを呼び、狭くは1歳未満を乳児、1歳以上中学生までを小児とする。
小児・乳児の場合は成人とは異なり、心原性心肺停止、つまり心停止が心肺停止の一時的原因となることは少なく、多くは呼吸原性心肺停止つまり窒息によるものが多い。
呼吸停止の状態で発見され、心停止となる前に治療が開始された場合の救命率は70%以上であるが、心停止にまでなってしまった場合の救命率は低い。
その点が成人の平均的な心停止とは異なる点である。
小児の窒息で多いのは異物誤飲と溺水である。溺水は自宅浴槽の残り湯が多い。
成人であっても窒息に起因する心停止の場合は人工呼吸の重要度が高いが、小児の心停止はその場では原因不明であっても、確率的に呼吸原性心肺停止（窒息）である可能性が多いことから成人の心停止と比べて人工呼吸の重要度が高い。
もちろん野球のボールが胸に当たったなど、心臓震盪（しんぞうしんとう）という種類の心室細動による心原性心肺停止の場合は別である。これは衝撃の強さよりも心臓の動きとのわずかなタイミングによるので、幼児や小学校低学年の場合ではフリスビーで遊んでいる最中とか、プラスチック製のバットが当たって起きたという報告もある。
以下は2011年6月30日公表のJRC（日本語版）ガイドライン2010（確定版）第3章「小児の蘇生」に基づき、成人用のBLSと異なる部分のみをあげる。かつ新生児は対象としない。
市民救助者が小児を救助する場合は成人と共通のBLSガイドラインに従う。ただし医療従事者が小児を救助する場合は本PBLS(Pediatric Basic Life Support)に従う。
医療従事者でなくとも小児にかかわることが多い人、保護者、保育士、幼稚園・小学校・中学校教職員、ライフセーバー、スポーツ指導者などもPBLSを学ぶことが奨励される。
訓練をうけていない市民救助者は、119番通報でその状況とその小児のおおよその年齢（幼児、小学校前、小学生低学年ぐらい、中学生ぐらいの程度）を伝え、119番の通信指導員が指示する範囲で行えば良い。

### 意識の確認
「状況の確認」「意識の確認」「応援を呼ぶ」は成人のBLSと同様であるが、「意識の確認」について、乳児の場合には足底を刺激して顔をしかめたり泣いたりするかで評価してもよい。

### 気道異物による窒息
1歳以上の小児の異物除去は「窒息のBLS」を参照。
1歳未満の乳児では、有効な強い咳ができず、いまだ反応のある場合には、頭部を下げて背部叩打と胸部突き上げを行う。
意識のない窒息の小児・乳児では、口腔内に視認できる固形物は指でつまみ出してもよい。
気道異物による窒息により反応がなくなった場合には、ただちにCPRを開始する。
市民救助者は成人BLSに従い胸骨圧迫からCPRを開始してもよいが、熟練救助者は人工呼吸から開始する。

### 呼吸・心停止の判断
傷病者に普段どおりの呼吸を認めるときは、気道確保を行い救急隊の到着を待つ。
CPRに熟練していない救助者はたとえ医療従事者であっても、心停止確認のために脈拍の触知を行わなくてもよい。
熟練救助者は患者の呼吸を観察しながら、同時に脈拍の有無を確認する。ただし10秒以内である。医療従事者でも10秒以内に脈拍があることを確認できる者は少ないが、まれに傷病者に呼吸はないが脈拍を触知できる場合がある。このような場合は気道確保して人工呼吸を行う。脈拍が60 回/分以上で自発呼吸がないか呼吸が不十分である場合は、自発呼吸が再開するまで 1分間に 12～20回の回数で人工呼吸を行う(3～5秒に1回)。その後、救急車、またはPALSチームの到着までときおり脈拍確認を行い、心停止となった場合に胸骨圧迫の開始が遅れないようにする。

### 胸骨圧迫
呼吸がない場合、熟練救助者が脈拍の確認ができた場合を除き、胸骨圧迫を行う。小児でも体格が成人とさほど変わらなければ成人同様に「少なくとも5cm」の圧迫でよいが、小児・乳児で体格が明らかに成人より小さい場合もあるので、圧迫は胸の厚さの約1/3とする。
1分間当たりのテンポは成人のBLSと同じく1分間当たり少なくとも100 回である。小児に対して胸骨圧迫を行う場合には、片手か両手の手技のどちらを使用してもよい。

### 乳児の胸骨圧迫
市民救助者が乳児を救助する場合、および医療従事者でも1人で救助にあたる場合は、胸の真ん中に指を2本当て胸骨を圧迫する二本指圧迫法で行う。
PBLSを学んだ者が2人以上で救助にあたる場合は胸郭包み込み両母指圧迫法が推奨される。胸郭包み込み両母指圧迫法は、冠動脈により高い灌流圧がかかり、適切な深度・強度の圧迫が一定して行え、またより高い収縮期圧と拡張期圧を発生させることが可能であるため二本指による圧迫より好ましい。

### 気道確保と人工呼吸
PBLSを習得した者は人工呼吸の準備ができるまでは胸骨圧迫を行い、準備ができしだい気道確保ののち2回の人工呼吸を行う。人工呼吸は約1秒かけて行う。送気量は傷病者の胸が上がることが確認できる程度とする。胸骨圧迫と人工呼吸の比は成人のBLSと同じである。
小児の心肺停止では呼吸原性である可能性が高いので、できるだけすみやかに気道確保と
人工呼吸を開始することが重要である。病院内はもちろん、PBLSが必要なケースが想定されるような学校などでは、ただちに人工呼吸が開始できる準備を整えておくことが望まれる。

### 小児・乳児に対するAED
エネルギー減衰機能付き小児用パッドあるいは小児用モードの使用年齢は、これまで1～8歳がめどとされてきたが、今回の国際ガイドライン(CoSTR)2010 では適応年齢が拡大し、乳児にも用いるようになった。
2011年6月末時点では薬事法未承認であったが、2011年10月31日付で厚生労働省は「1歳未満の乳児」（使用禁止）を削除している。
乳児に対するAEDを用いた院外心停止の症例報告がいくつかなされており、成人のエネルギー量を用いても心筋の障害は少なく、よい結果をもたらしている。
一方で、日本では小児の年齢の区切りが8歳まででは、親以外には区別が付きにくく混乱もあったため、日本版のガイドラインでは使用年齢の区切りを未就学児（およそ6歳）とした。
これによって小学校入学以降の6～8歳児に対しては国際ガイドライン(CoSTR)2010 と異なり成人用パッドが使用されることとなるが、CoSTRにおいても2005段階から小児用パッドがない場合は成人用パッドを用いるとされており、かつ、日本のこの年齢層の体重から想定する単位ジュール数についても多くの研究から安全性が担保されている。
小児用パッドがない場合、成人用パッドを代用することはいままで通りである。
貼り付け位置は、成人用と同様の位置、体格によっては胸部前面と背面に貼付する。やむを得ず成人用パッドを使用するさいには、パッド同士が重なり合わないように注意する。

## 溺水のBLS
ライフセーバー、ライフガードなどの熟練救助者を除き、深みで溺れている傷病者に対し、水中に踏み入っての救助は非常に難しいばかりでなく救助者と溺水者のどちらにとっても危険であり行ってはならない。救助者の安全が最優先されるべきである。JRC2010ガイドラインではこの点を以前より強く強調している。
- 救助者は最もすばやく実施できる方法で溺水傷病者を水から引き上げ、できるだけ早く蘇生を開始するべきである。溺水者に対して救助者が足の着かない水面で呼気を吹き込むことは有効かもしれないが、これはそのトレーニングを積んだ熟練救助者だけが行ってもよい方法である。訓練を受けていない者は、水深のある場所ではどんな蘇生処置も試みてはならない[12]。

- なおヨーロッパ蘇生協議会（ERC）のガイドライン2005には「傷病者を5分の救助時間内に陸へ運ぶことが可能ならば、移動中も救助呼吸を続行する。陸地まで5分以上かかると予想されるならば、さらに1分間の救助呼吸を行い、その後はさらなる人工呼吸はせずにできるだけ早く傷病者を陸地へ向けて運ぶ」とあるが、ヨーロッパだけであり、同時点のILCOR国際コンセンサス(CoSTR)、AHAガイドライン、JRCガイドライン2005、2010にはその記述はない。

- 救助者は反応のない溺水傷病者が水から引き上げられ次第CPRを行うが、その場合人工呼吸に重点をおく。

- 溺者は水を飲み込んでいることが多いが、それを吐かせようとすることは時間をロスするだけで無意味である。この水は急速に中心循環に吸収される。特に腹部突き上げ法（ハイムリック法）は、胃液の逆流とそれによる誤嚥を引き起こす。この方法では生命にかかわる他の損傷を引き起こしたこともある。総じてCPRの開始を遅らせ、困難にするだけである。気道から肺に達した水が海水か、淡水かで引き起こす障害は変わるが、しかし、吸入している水の量はそれほど多くないので、両者を特に区別しなくてもよいとされる[13]。

- かつては、海水を排出する体位として足または腰の部分を高くして頭を低くするトレンデレンブルグ体位が奨励されていたが[13]、現在では推奨されていない[14]。

- 溺者における頸椎損傷の発生率は約0.5%と低く[15]、明らかな損傷や運動麻痺を認めない場合は全脊柱固定を実施する必要はない。

- 胃液等の嘔吐は救助呼吸を受けた傷病者の2/3、胸骨圧迫と人工呼吸を受けた者の86%に起こり、気道の維持を困難にする。もし嘔吐が起きたら、傷病者の口を側方に向け、あるいは体ごと横に向け、吐物を取り除く。

- 呼吸停止を過ぎ、心停止にまで至った溺者の予後は楽観できない。また、息を吹き返した場合でも、水を飲み、それが肺胞中に入ることで肺浮腫が生じ、24時間経たない内に「二次溺死」する可能性があるので、救助直後は一見異常がなくとも必ず医療機関に受診・入院させるべきである。

- 水没した時に吸引した水で反射的に喉頭痙攣が起こり、喉を塞ぐ場合がある。この場合は肺内への水の吸入は少なく、乾性溺水と呼ばれ溺水者の10～20%にみられる[13]。

- 溺者は状況によっては低体温症を併発することがある。窒息状態のときの低体温症は酸素の消費を抑える働きもあり、水没時間の割に蘇生率があがることもあるが、救助後はこの低体温症への対策が重要になる。

## 病院等でのBLS
病院や救急車内などでの医師や救命救急士らによる救命措置は一般に二次救命措置とされるが、その端緒としてもBLSが行われる。その場合のBLSは前述の市民によるBLSと基本は同じであるが、救助者の熟練度、使用できる機材などが大幅に異なり、それを前提とした手順がJRC2010ガイドラインに定められている。
なお、下記は市民救助者のBLSとの違いを示すだけの範囲で要約している。
- 呼吸の確認は気道確保を行った上で行う。
- 脈拍の確認も行っても行わなくともよい。行う場合でも呼吸と脈拍の確認に10秒以内とし、CPRの開始（胸部圧迫から）を遅らせない。
- バッグ・バルブ・マスク(BVM)など人工呼吸用デバイスの準備ができしだい胸部圧迫30回のあと2回の人工呼吸を行う。
- ただし、呼吸原性の心停止、溺水、気道閉塞などの場合で、バッグ・バルブ・マスク(BVM)など人工呼吸用デバイスがその場にあれば人工呼吸から開始する。
- 気道確保は頭部後屈顎先挙上法を用いるが、必要に応じて下顎挙上法（口腔内に親指を入れ下顎を引き上げる）も用いる。
- AEDのほか、マニュアルの除細動器を用いてもよい。

## 人工呼吸不要説
以下の流れを「人工呼吸不要説」というのは正確ではない。人工呼吸は必要である。ただし、救急車が到着するまでの数分間の間、居合わせた市民が人工呼吸を行わずに胸骨圧迫だけの心臓マッサージ（AHAはハンズオンリーCPRと呼ぶ）を行うことは従来のCPRと同等か、状況によってはより良い結果をもたらすことがある。この認識は、現在では国際的にコンセンサスが得られ、BLSに組み込まれている。

### 日本での研究
国際的に人工呼吸は必要なものとして認識されていたが、2004年に石見拓が大阪での調査から、その場にいた人が心肺蘇生(CPR)を行わない場合は1年後の生存率が2.4%であるのに対して、人工呼吸なしの心マッサージでは4.6%、人工呼吸＋心マッサージでは5%と、救急隊到着までの間なら心マッサージだけでも、人工呼吸を行う場合に近い救命率を確保できると発表した。
JRCの日本版救急蘇生ガイドラインやAHAのガイドライン2005でも、救急に119通報してきた市民に対してCPRができるかどうかを訪ね、できないようであれば人工呼吸を除いた胸骨圧迫だけのCPR(compression-only CPR)を口頭で指導するとしている。
日本大駿河台病院救命救急センターの長尾建は国立循環器病センターと合同で、2002～2003年の関東各地の58病院と救急隊の情報から目撃者がいた院外心停止患者4,068人の情報を分析し、人工呼吸を行わなくても蘇生率は同じかむしろ高いという研究結果を、2007年に海外でも報告している。人工呼吸を行わなくても脳に酸素が届く要因としては、
1. 血中酸素濃度が呼吸停止後十数分は変わらないこと
2. 胸骨圧迫により肺が動くこと

が挙げられている 。またその年には第一回・日本循環器学会プレスセミナーが開催され、長尾建も前記とほぼ同様の発表を行い、その中で心停止4分以内にCPRが開始された患者の30日神経学的予後では、人工呼吸併用のCPRを受けた患者群は6.1%で良好であったのに対し、胸骨圧迫のみCPRの患者群では10.1%が良好であったと発表した。なお救急隊到着時点で無呼吸であった患者群では、30日生存率では7.6%対8.5%とさほど変わらないが、30日神経学的予後では3.1%対6.2%と胸骨圧迫のみCPRの方が倍も良好であったという。他の講演者もAEDの効果とともにAEDの実施まで胸骨圧迫心臓マッサージを継続し心室細動の状態を維持することが重要であると訴えた。

### AHA勧告声明・ハンズオンリーCPR
この石見の大阪での調査、長尾の関東での調査の2つの報告論文と、海外の1つの論文をエビデンスとして、2008年3月末にはアメリカ心臓協会(AHA)が「ハンズオンリーCPRに関するAHA勧告声明」を出す。ハンズオンリーCPR(Hands-Only CPR)とは胸骨圧迫だけのCPRのことであり、このAHA勧告声明から用いられたAHAの登録商標である。
ただしハンズオンリーCPRが従来のCPRと同等の効果をもつのは、血中酸素濃度がまだ低下していない間であり、心原性心肺停止で倒れた直後の場合である。つまり成人の突然の心停止に対する最初の10分間である。呼吸原性心肺停止、つまり溺水など窒息による場合はそうではない。特に子供の場合には心臓の問題よりも物や液体が詰まることの方が多く、その対処と人工呼吸が重要である。従って胸部圧迫の最小限の中断で人工呼吸ができるのなら、どのような場合も従来の胸部圧迫30回ごとに人工呼吸2回のCPRを行うべきである。
しかしそれを正しく行うことは「比較的複雑なスキル」であり、かつ心原性心肺停止の場合は胸部圧迫の中断が10秒以上となると人工呼吸の効果を消し去ってしまう。また十分なトレーニングを受けていない人にとってはCPRを忌避する原因にもなっており救命の妨げになっている。
従って従来のCPRを自信をもって行えないならハンズオンリーCPRをやって欲しい。
ともかく躊躇せずに早くCPRを行うことが大切。どのような方法であれ、全く訓練を受けていない人であれ、全く救助を試みないより有益、というのがAHAのスタンスである。

### 国際ガイドライン(CoSTR)2010の合意
しかし2008年3月末のAHA勧告声明はILCOR（International Liaison Committee On Resuscitation：国際蘇生連絡協議会）での合意は得られていなかった。ILCORでは2008年5月に行われたエビデンス（根拠となる調査報告）評価会議で検討されたが、まだエビデンスが十分ではなく、2010年に予定されている国際ガイドライン(CoSTR)改定までの間のエビデンス収集を待つべきであるとの合意がなされた。
そして2010年には問題となっていたエビデンスもそろい、10月の国際ガイドライン(CoSTR)2010の合意によって、この人工呼吸の省略をその場に居合わせた市民救助者には消極的にではなく積極的に勧めることが世界的なコンセンサスとなった。
JRC ガイドライン2010でも「通信指導員は、訓練を受けていない救助者に対して電話で胸部圧迫のみのCPRを指導すべきである」「訓練を受けた市民救助者であっても、気道を確保し、人工呼吸をする意思または技術をもたない場合には胸部圧迫のみのCPRを実施」としている。

## 救命処置の法律問題

### 善きサマリア人の法
アメリカ合衆国とカナダでは「善きサマリア人の法」が制定されている。これは緊急に救助を行う人が報酬を期待せずに誠実に行った場合は、責任を問わないという法律で、バイスタンダーによる傷病者の救護を促進する意図があり、人命救助の行為のみに適用される。

### 「緊急事務管理」と「緊急避難」
しかし日本には「善きサマリア人の法」に一致する法律はない。
一般には、民法698 条の「緊急事務管理」の項、刑法37 条の「緊急避難」により、市民が救急蘇生を行っても違法性が阻却される可能性は高いとされる。実際にこれまで市民救助者が訴えられたケースはない。しかし、自治省消防庁救急救助課ですら、
としており、法的に完全に保護されている訳ではない。

### AEDと医師法
AEDは医療機器と定義されており、AEDの使用は、医学的知識をもって行うのでなければ傷病者の生命身体に危険を及ぼすおそれのある行為、つまり「医療行為」である。「医療行為」は医師法第17条「医師でなければ、医業をなしてはならない」により医師以外には禁止されている。つまり元々はAEDは医師または看護師しか使えなかった。救急隊員も使えなかった。
そこで2004年に厚生労働省は、「医業」とは、(1)当該行為を行うに当たり、医師の医学的判断および技術をもってするのでなければ人体に危害を及ぼし、または危害を及ぼすおそれのある行為（「医行為」）を、(2)反復継続する意思をもって行うこと」と解し、
「たまたま心室細動や無脈性心室頻拍の者に遭遇した一般市民がAEDを使用することについては、一般的には、反復継続性が認められないため、医業には該当せず、医師法違反とはならないものと考えられる」とした。
ところが、救急隊員や消防隊員、警察官、警備員などは「反復継続性」があり「業」としてそれを行うことになる。現に救急救命士でない救急隊員や消防隊員はAEDは使えない。救急救命士の資格はそのためにあるし、実際には救急車にはたいてい救急救命士が同乗しているから問題は少ないとしても、警察官、警備員、航空機の客室乗務員、さらには学校教師、保母など「業務の内容や活動領域の性格から一定の頻度で心停止者に対し応急の対応を行うことがあらかじめ想定される者」となるので、その「医行為」は本来は医師法第17条違反である。つまり非常事態に遭遇する可能性が一般市民より高く、見殺しにした場合には非難の的になるような人達のAED使用は現行法では認められないことになる。
そこで、政府・構造改革特別区域推進本部の決定を受けて、
心室細動を起こした者の救命処置には迅速なAEDの使用が必要であること、AEDは自動化されており危険性は比較的低いこと、AEDの使用は突発的な緊急時に限定されることなどから、少なくとも次の4つの条件を満たす場合には、医療従事者ではない「AEDを使用することがあらかじめ想定されている者」がAEDを用いても、医師法違反とならないものとするとの方針を明らかにした。
1. 医師等を探す努力をしても見つからない等、医師等による速やかな対応を得ることが困難であること
2. 使用者が、対象者の意識、呼吸がないことを確認していること
3. 使用者が、自動体外式除細動器の使用に必要な講習を受けていること
4. 使用される自動体外式除細動器が医療用具として薬事法上の承認を得ていること

しかしこれは行政の見解であって、法律そのものや司法の判例によって保護されたものではない。

### 医療従事者
前述の民法698条は「義務なく事務管理を行うこと」が前提（697条）である。しかし、医師法19 条には「診療に従事する医師は、診察治療の求があった場合には、正当な事由がなければ、これを拒んではならない」とされ、医師が緊急の救助者である場合必ずしも「義務のない管理者」としない解釈がある。また刑法37 条の「緊急避難」の項には「業務上特別の義務がある者には適用しない」とあり、道端や航空機内であっても傷病者に手当てを始めた場合には、傷病者と医師との間に契約が成立し、債務不履行の責任を問うことが可能となるとの解釈も存在する。
また、「緊急事務管理」による免責成立のためには「重大な過失」がないことが前提であるが、これは救助者となった医師に立証責任が課せられることとなる。以上、現時点では医師の民法上の責任および刑法上の責任を阻却できるとは限らない。阻却が認められなければ、業務上過失致死傷罪、過失致死傷罪、重過失致死傷罪などが成立し得る。
現に67名の医師へのアンケートで、「ドクターコールに対して医師が援助を申し出ないことがあるのはなぜだと思いますか？」との複数回答可の問いに「病状がアナウンスされず自分の専門領域の範囲か否かわからない」（74.6%）に次いで2番目が「法的責任問題を問われたくない」（68.7%）をあげている。

## その他

### 出血の確認について
日本の消防署独自の救命法として長らく「倒れている人から出血があるかどうか確認する。出血がない場合に限り、次に続く意識、呼吸の確認に移る。」という基準が採用されてきていたが、現在は消防署の普通救命講習の中でも「出血の確認について」という項目そのものが存在しない。

### 前胸部叩打
前胸部叩打は目撃のない病院外心停止患者に対しては用いるべきではない。また訓練を受けた医療従事者のみが行う。

### 普及
欧米では一般市民によるBLS（バイスタンダーCPR）が広く普及し、救命に一定の効果を上げているが、日本での一般市民によるBLS施行率はまだ低い。BLSのさらなる普及を目指して公的団体では消防・日本赤十字社、その他アメリカ心臓協会の公式トレーニングセンターとして日本ACLS協会、日本医療教授システム学会、日本循環器学会、日本BLS協会、そしてメディックファーストエイド(MFA)などが各種の認定講習を行っている。